# Præsidentvalget i USA 1892
Ved det amerikanske præsidentvalg 1892 blev demokraten Grover Cleveland valgt som præsident, og han blev dermed den hidtil eneste amerikanske præsident, der har beklædt embedet i to adskilte perioder, indtil Donald Trumps sejr ved Præsidentvalget i USA 2024.
Cleveland var først og fremmest oppe imod den siddende republikanske præsident, Benjamin Harrison, som han havde tabt til ved valget i 1888. Skønt Cleveland havde fået flest stemmer, vandt Harrison flest valgmænd og dermed præsidentposten. Dette gentog sig ikke i 1892, hvor Cleveland vandt i såvel antal stemmer som antal valgmænd.
Bemærkelsesværdigt ved dette valg var også, at det lykkedes for en kandidat uden for de to store partier at opnå et ikke ubetydeligt antal stemmer og oven i købet at opnå valgmændene i fem af staterne i midtvesten. Der var tale om James Weaver fra Folkets Parti.
Resultatet blev, at Cleveland fik 5.556.918 stemmer mod Harrisons 5.176.108 og Weavers 1.041.028, svarende til henholdsvis 46,0%, 43,0% og 8,5% af de afgivne stemmer. I valgmænd blev det til 277 til Cleveland, 145 til Harrison og 22 til Weaver.

## Nomineringer
Harrison blev relativt let nomineret til republikanernes præsidentkandidat, da der blev afholdt konvent i Minneapolis. Men nomineringen var ikke enstemmig, og han måtte kæmpe mod den tidligere kandidat James G. Blaine samt den senere præsident William McKinley. Harrison fik 536 stemmer mod Blaines 183 og McKinleys 182. Samtidig valgte man Whitelaw Reid som vicepræsidentkandidat.
På demokraternes konvent i Chicago var valget af Cleveland lidt mere sikkert, da han opnåede 618 stemmer, mens nærmeste anden kandidat opnåede 114. Som vicepræsidentkandidat blev Adlai E. Stevenson valgt efter to afstemninger.
Udover disse to stillede Forbudspartiet op igen sammen med de to nye partier, Folkets Parti og Socialistisk Arbejderparti.

## Valgkampen
Som i 1888 var toldsatser et af valgets store temaer. Republikanerne gik ind for høj told, mens demokraterne var for den frie handel. Men også guld- og sølvspørgsmålet var vigtigt, da landmændene mod vest var i store økonomiske problemer og så en løsning i en høj inflation. Den skulle komme via udmøntning i sølv, og dette var en af Folkets Partis mærkesager. Cleveland gik ind for at holde igen her, mens Harrison på den anden side var kendt for at være styret af guldtilhængerne i den økonomiske elite i Wall Street.
En anden episode havde også betydning for valgets udfald, da en stor strejke på et stålværk blev slået hårdt ned af bevæbnede vagter, som fik støtte af regeringen, og derved sluttede arbejderne i større omfang end ved sidste valg op om demokraterne.
Weaver vandt en håndfuld stater i midtvesten, mens Cleveland holdt sikkert fast i syden og tillige vandt flere stater i nord og nordvest, hvorved sejren blev sikret.